# Метростроевская улица (Киев)
Улица Метростроевская (укр. вулиця Метробудівська) — улица в Соломенском (до 2001 г. — Жовтневом) районе Киева, проходит через местность Отрадный. Пролегает между бульваром Вацлава Гавела и улицей Виталия Скакуна.

## История
Улица возникла в середине XX века под названием Новая. Современное название, данное по тянущемуся вдоль улицы поселению метростроевцев, существует с 1958 года и было повторно подтверждено в 1961 году.

## Учреждения
- № 3а — школа-детсад «Палитра», № 480;
- № 5а — Киевский промышленно-экономический колледж НАУ;
- № 12а — Консультативная поликлиника городской клинической офтальмологической больницы «Центр хирургии глаза»;
- № 14/12 — Отделение связи № 65.

## Галерея

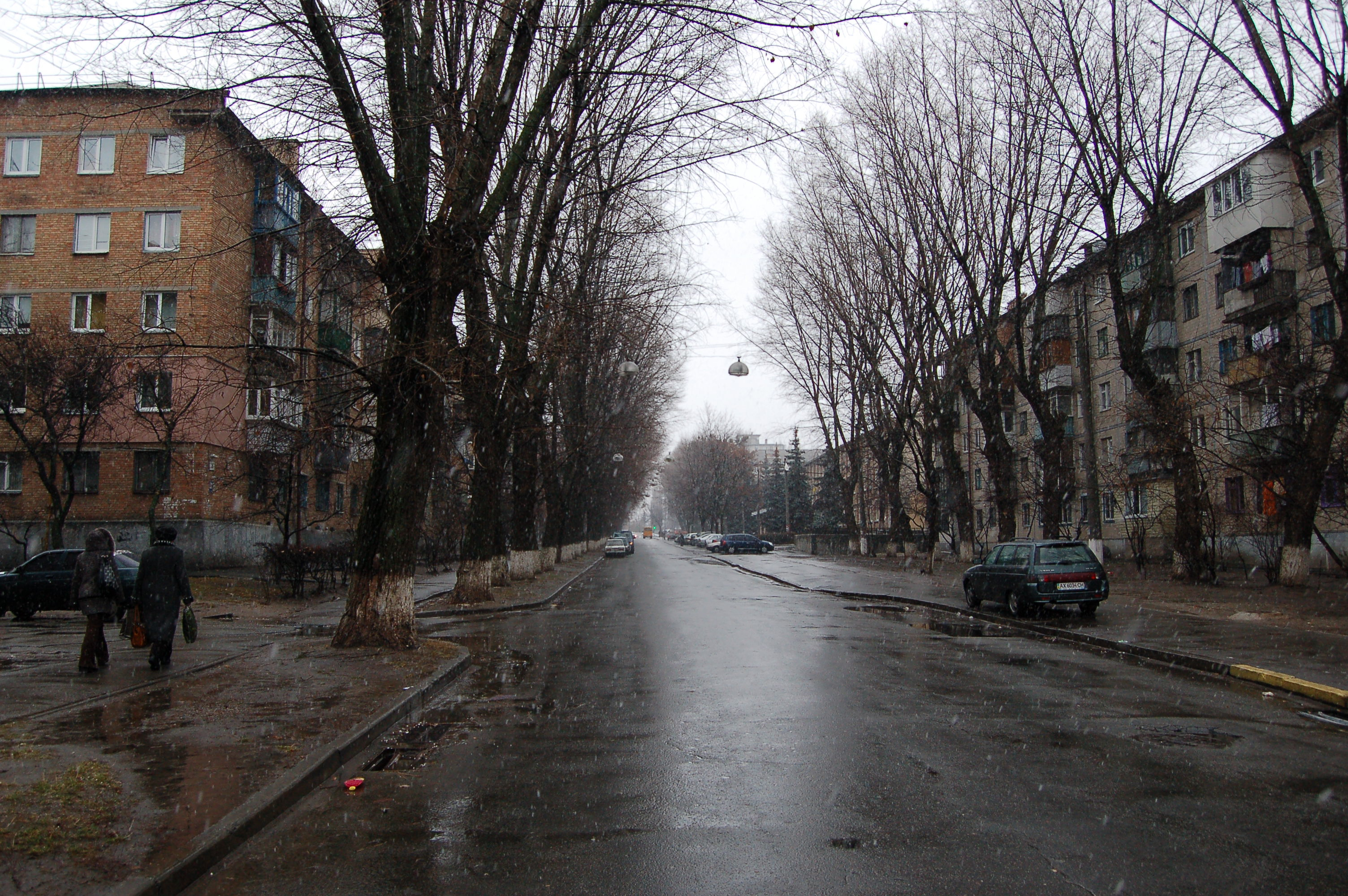
В сторону проспекта Любомира Гузара
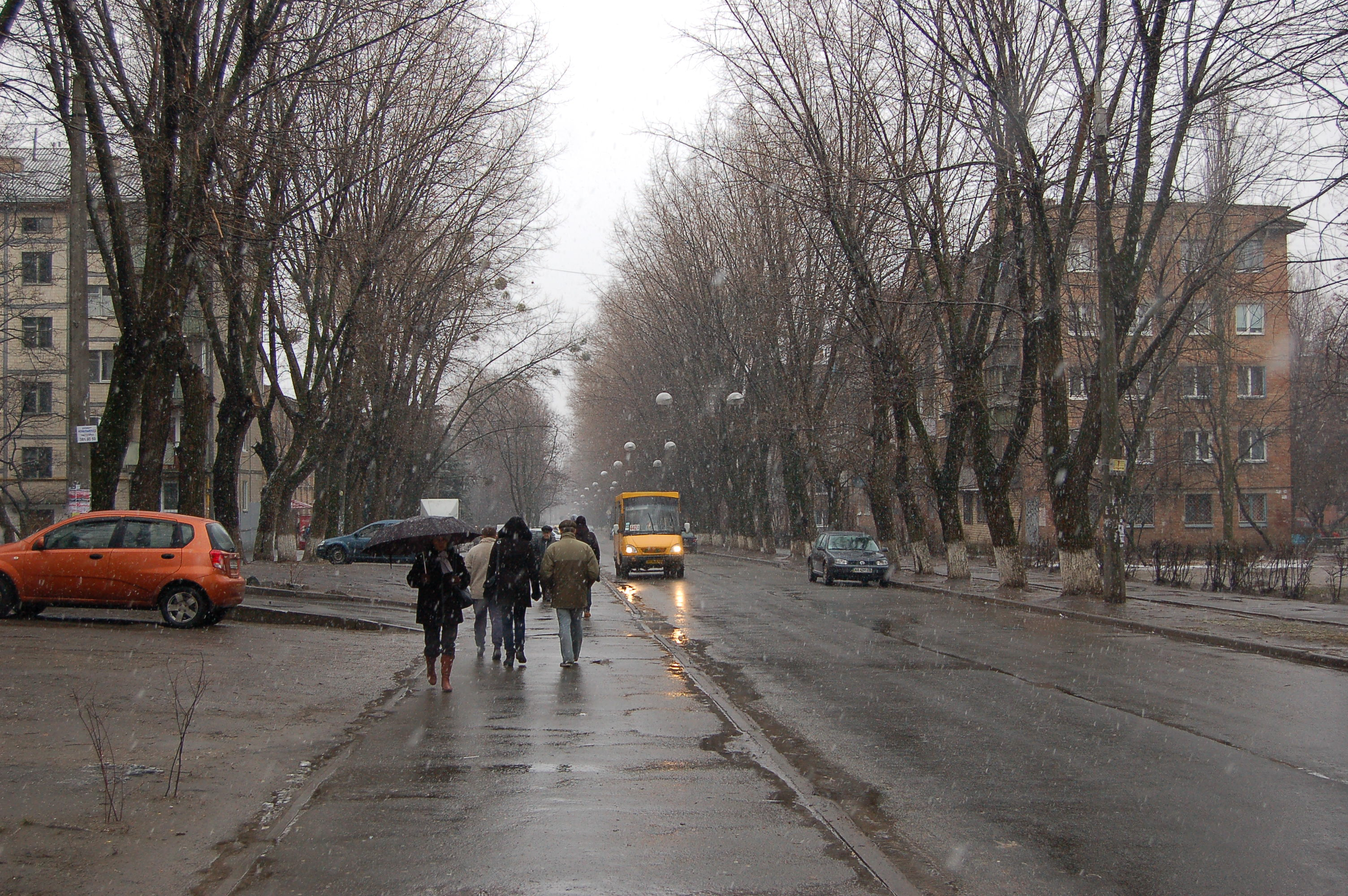
Недалеко от перекрёстка с бульваром Вацлава Гавела